# Жарко Димић
Жарко Димић (Сремски Карловци, 10. март 1962) српски је историчар, књижевник и хроничар. Тренутни је управник Архива САНУ у Сремским Карловцима.

## Биографија
Основну школу и Карловачку гимназију завршио у Сремским Карловцима. Дипломирао је, магистрирао и докторирао на Филозофском факултету у Новом Саду, на групи за Историју.
До марта 2022. објавио је преко 600 ауторских јединица из књижевности, историографије и историје уметности.
Жарко Димић је добитник многобројних повеља и признања у земљи и иностранству и награда као носилац и покретач пројеката у култури и уметности. Поезија му је превођена на италијански, енглески, руски и мађарски језик. Заступљен је у двадесетак песничких антологија у земљи и иностранству. Пише есејистику, ликовну и књижевну критику. 
Члан је Одељења за друштвене науке Матице српске, Друштва књижевника Војводине, Удружења књижевника Србије, Друштва новинара Војводине. Члан је редакције Зборника за историју Матице српске (2008–2012), Сентандрејског одбора САНУ од 2010, Песничких новина. Сарадник је у изради Српског биографског речника и Енциклопедије Новог Сада. Оснивач је и главни и одговорни уредник часописа за културу, науку и уметност Кровови, од оснивања 1986. године до данас. У претходне две деценије свога радног века Жарко Димић био је: члан Савета покрајинског фонда културе АП Војводине, члан Савета Филозофског факултета у Новом Саду, члан Савета Академије уметности у Новом Саду, потпредседник СО Сремски Карловци (1996–2000), председник СО Сремски Карловци (2014–2016), члан Управног одбора Вукове задужбине, потпредседник Управног одбора Вукове задужбине, члан Управног одбора Друштва новинара Војводине, члан Управног одбора Српског народног позоришта, члан Управног одбора Архива Војводине (од 2017). Секретар је Екслибрис друштва Војводине. Председник је Управног одбора Малог историјског друштва. 
Оснивач је читавог низа културних и уметничких манифестација у Сремским Карловцима и у Војводини. Од програма Културног центра, до неколико ликовних колонија, уметничких бијенала, књижевних сусрета, издавачких делатности, награда и часописа. Био је члан и секретар одбора за обележавање значајних годишњица и датума: 300 година Сеобе Срба (1690–1990), 300 година Карловачког мира (1699–1999), 150 година Српског народног покрета (1848–1849), Одбора за подизање споменика руском генералу Петру Николајевичу Врангелу у Сремским Карловцима, Грофу Сави Владиславићу у Сремским Карловцима, Гацку и Санкт Петербургу, члан одбора за обележавање Три века Карловачке митрополије (1713–2013) итд. Сарађивао је као историчар у тридесетак емисија и пројеката Радио-телевизије Војводине. Иницирао је обнављање Чесме „Четири лава” из 1799. године. Иницирао је оснивање Награде „Павле Марковић Адамов”. 
До сада је био запослен у Музеју града Новог Сада и у Културном центру „Карловачка уметничка радионица”. Управник је Архива САНУ у Сремским Карловцима. Живи и ради у Сремским Карловцима.

## Награде
- Награда из Фонда др Милице Богдановић, за изузетно постигнуте резултате из историје, 1979.[1]
- Награда „Печат вароши сремскокарловачке”, за књиге песама Свитац на жици и Светац на столу, 1991.
- Специјална награда за поезију на 15. уметничком фестивалу Медитерана у Конверсану, 2002.
- Јубиларни крст генерала Петра Николајевића Врангела, Санкт Петербург, 2007.
- Медаља патријарха Јосифа Рајачића (сребро), коју додељује Научно-меморијални центар „Патријарх Јосиф Рајачић”, 2007.
- Награда „Павле Марковић Адамов”, 2009.
- Златна значка Културно-просветне заједнице Србије, 2009.
- Орден Руске православне цркве Преподобног Сергеја Радоњешкога III степена, 2009.
- Вукова награда Културно-просветне заједнице Србије, 2009.
- Медаља Федоров и Витешки крст, који додељује међународна асоцијација витезова са седиштем у Москви за свеукупни досадашњи рад на очувању националних вредности и православне традиције, 2010.
- Годишња награда Друштва новинара Војводине, за серијал текстова из историје „Јаша Томић”, 2014.
- Годишња награда листа Збиља, за 2015.
- Награда Велике Попине (Лика), за допринос развоју и очувању традиције, 2017.
- Награда АРС Академије, за животно дело у развоју културе и духовног наслеђа, 2018.
- Орден Вожда Ђорђа Стратимировића, 2021.
- Награда „Дејан Медаковић”, за књигу Карловачка гимназија, 2021.[3]

## Дела

### Историографија
Поред низа студија и стручних прилога објавио је и књиге и историографије: 
- Сремски Карловци, 1990.
- 200 година Карловачке гимназије – Школе које су претходиле Карловачкој гимназији, 1991.
- Велики бечки рат и Карловачки мир 1683–1699, 1999.
- Овде живе Срби – страни путници и путописци о Карловцима од средине XV до почетка XX века, 2001.
- Сремски Карловци, 2003.
- Топонимија Сремских Карловаца, 2006.
- Карловачка цртачка школа 1809–1866 – прва српска цртачка школа, 2007.
- Сремски Карловци – од насеља до града (1308–2008), 2008.
- Прва српска читаоница у Сремским Карловцима 1868–2008, 2009.
- Преглед историјата Архива САНУ у Сремским Карловцима (1949–2009), 2009.
- Сећање на грофа Саву Владиславића, коаутори академик Чедомир Попов, др Драго Његован и Жарко Димић, 2009.
- Руско-српске везе од IX до XVIII века, 2010.
- Сремски Карловци, 2011.
- Сремски Карловци некад и сад, 2012.
- Средњовековни Срем – Турско освајање Срема у XVI веку, 2013.
- Војводина под турском влашћу 1521–1718, 2014 (заједно са Ђорђем Бошковићем).
- Споменица карловачког Сокола 1904–2014, 2014.
- Челници и часници Сремских Карловаца 1308–2014, 2014.
- Српска периодика у Сремским Карловцима 1837–1914 (заједно са др Биљаном Ратковић-Његован) 2015.
- Сремски Карловци на старим гравирама XVII–XIX века, 2016.
- Сремски Карловци у Великом рату 1914–1918, 2016.
- Српска Војводина: Битка за Сремске Карловце 12. јун 1848, Прометеј, 2017.
- Сремски Карловци и страни путници и путописци кроз векове, 2017.
- Ђорђе Стратимировић у рату и револуцији 1848–1849, 2018.
- Повеља вароши Нови Бечеј, 2018.
- Фатално бомбардовање Новог Сада 1849. Жарко Димић, Мишко Лазовић, 2020.
- Карловачка гимназија (230 година), ИК „Дата статус”, 2021.
- Заборављени карловачки сликари, 2021.

### Приређивачки рад
Приредио је следеће монографије и каталоге (избор): 
- Сремски Карловци у делима ликовних уметника од друге половине XVIII века до данас уметничких 1990.
- Подунавска ликовна колонија Сремски Карловци 1972–1997, 1997.
- Сремски Карловци, фотомонографија, 1997.
- Сремски Карловци у делима ликовних уметника Југославије друге половине XX века, 2002.
- 200 година Првог српског устанка 1806–2004, 2004.
- Из ризнице Архива САНУ у Сремским Карловцима (предговор Драгоцено сведочанство нашег трајања, академик Чедомир Попов; Кратка историја Архива САНУ у Сремским Карловцима, Жарко Димић; аутори изложбе академик Славко Гавриловић и Жарко Димић), 2005.
- Сремски Карловци – корак по корак (водич), Жарко Димић – текст, Мартин Цандир и Јово Миливојевић – фотографије, 2005.
- Sremski Karlovci – Schritt für Schritt (Führer), Žarko Dimić – text, Martin Candir, Jovo Milivojević – photographien, übersetzung ins Deutsche, 2006.
- Sremski Karlovci – Step by Step (guide), Žarko Dimić, Martin Candir, Jovo Milivojević – photographs, Aleksandar Stanojlović – architect-map, Dubravka Bugarski-Alimpić – translated to English, 2006.
- Сремски Карловци (српско-енглески-немачки), фотографије Мартин Цандир, Душко Вујичић, Жарко Димић, 2007.
- Сима Милутиновић Сарајлија, Историја Србије (треће издање), 2008.
- Описаније живота патријарха Јосифа Рајачића, приредили проф. др Љиљана Јеремић и Жарко Димић, 2012.
- Описаније Новог Сада и околине (1837–1838 ) Фридриха Баудрија, 2013.
- Успомене Ђорђа Стратимировића, 2013.

### Књижевна дела
Жарко Димић је и књижевни стваралац. 

#### Песничке књиге
- Свитац на жици, 1988.
- Светац на столу, 1989.
- Кућа на крову, 1992.
- Двориште на небу, 1993.
- Душа на ветру (избор из поезије сачинио и приредио др Зоран Ђерић), 1995.
- Ветар на лицу (Записи из поетског дневника I), 2002.
- Инквизитори на небу (Србије) (Записи из поетског дневника II), 2005.

##### Препеви
- La Casa Sulla Strada (изабране песме на италијанском језику, превео Драган Мраовић), 1993.
- Dove i Cigni Sognano (изабране љубавне песме на италијанском језику, превела Анђела Ђанели), 2006.
- I nuovi iquistori, превео Драган Мраовић, 2014.

#### Прозне књиге
- Анегдоте карловачке и старе разгледнице – антологија (књига прва) 2009.
- Анегдоте карловачке и старе разгледнице – антологија (књига друга) 2012.
- Анегдоте карловачке и старе разгледнице – антологија (књига трећа) 2013.
- Анегдоте карловачке и старе разгледнице – антологија (књига четврта) 2017.
- Анегдоте карловачке и старе разгледнице – антологија (књига пета) 2019.